# Martigné-sur-Mayenne
Martigné-sur-Mayenne es una comuna francesa situada en el departamento de Mayenne, en la región de Países del Loira.

## Demografía
| 1030 | 1048 | 1079 | 1189 | 1214 | 1309 | 1914 |
| Para los censos de 1962 a 1999 la población legal corresponde a la población sin duplicidades (Fuente: INSEE [Consultar]) |      |      |      |      |      |      |